# Silvia Barbieri
Silvia Barbieri (Ferrara, 13 novembre 1938) è una politica italiana.

## Biografia
Viene eletta per la prima volta in Parlamento nel 1987, come deputata, con il Partito Comunista. Sarà eletta anche nelle successive tre legislature, ma questa volta come senatrice. In seguito aderisce al Pds, divenuto poi Ds. Dal 19 giugno 1996 al 1º febbraio 2000 è stata vicepresidente vicario del suo gruppo politico al Senato.
Ha fatto parte delle seguenti commissioni parlamentari: Affari costituzionali; Agricoltura e produzione agroalimentare; Giustizia.
È stata sottosegretario di Stato per il commercio esterno (secondo governo di Massimo D'Alema, dal dicembre 1999 all'aprile 2000) e sottosegretario per la pubblica istruzione (secondo governo di Giuliano Amato dall'aprile 2000 al maggio 2001). Conclude il proprio mandato parlamentare e di governo nel 2001.